# Oberharmersbach
Oberharmersbach ist eine Gemeinde im Mittleren Schwarzwald in Baden-Württemberg und gehört zum Ortenaukreis.

## Geographie

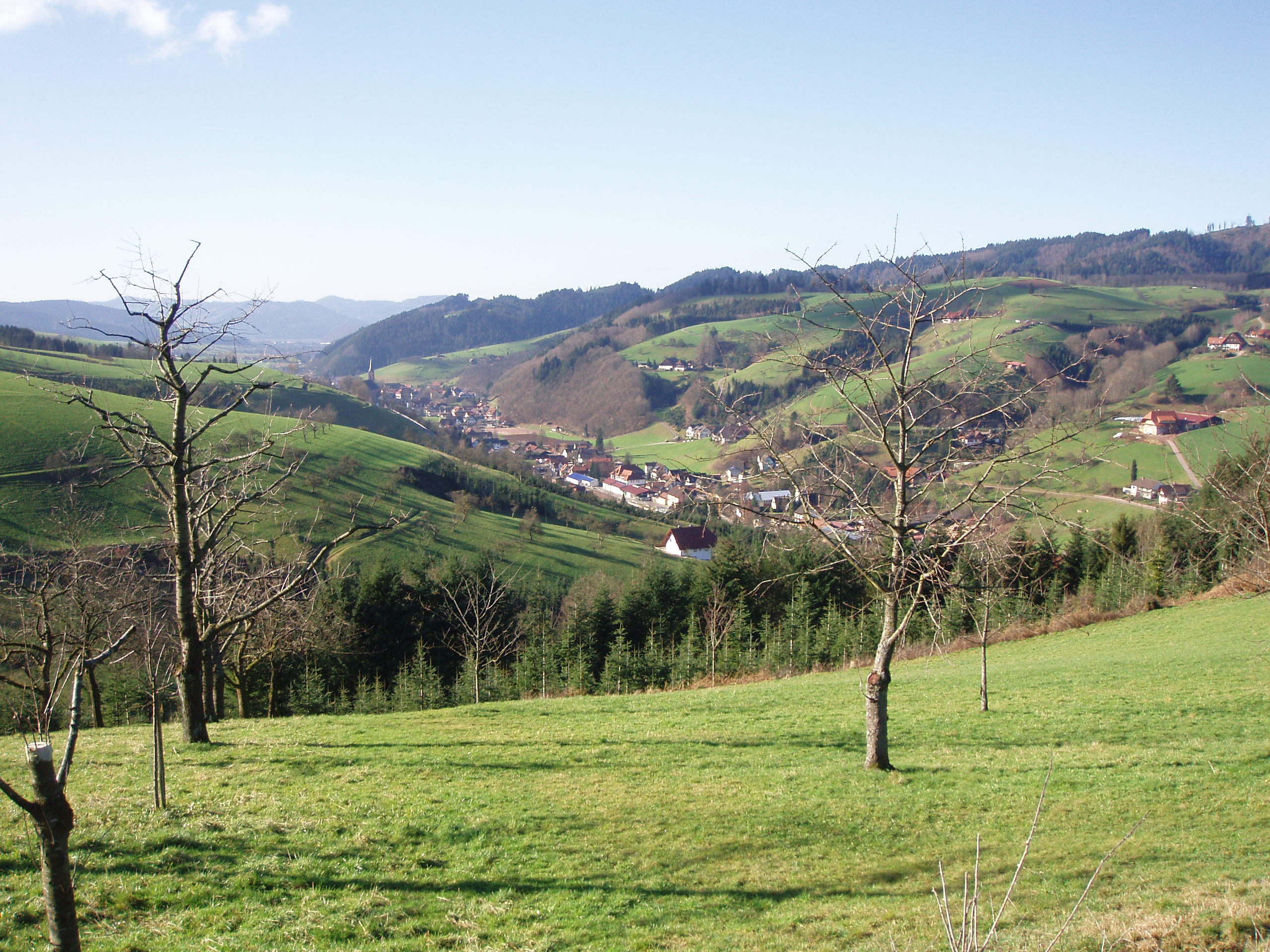
Oberharmersbach von Osten

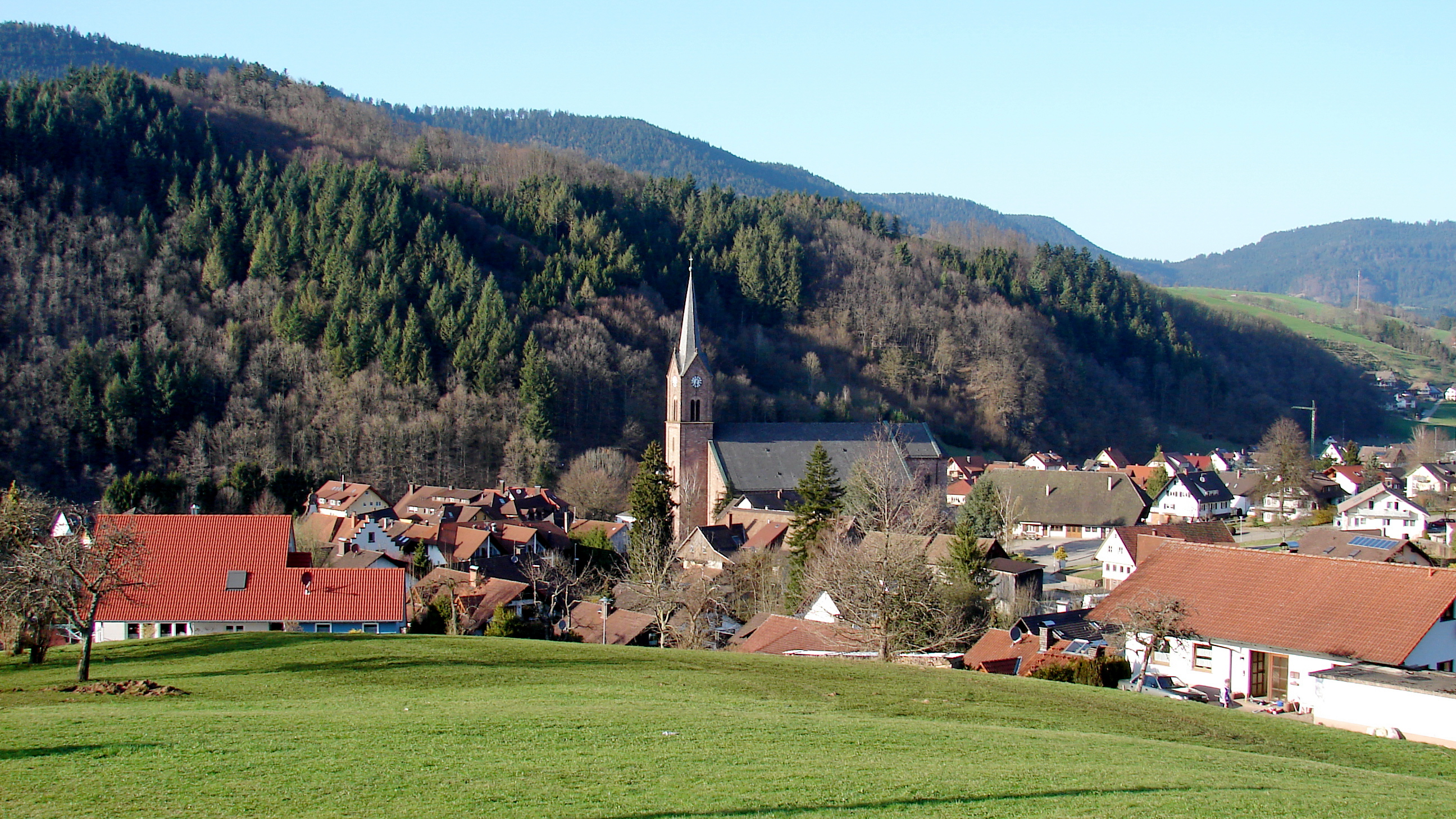
Blick von Süden auf den Ort

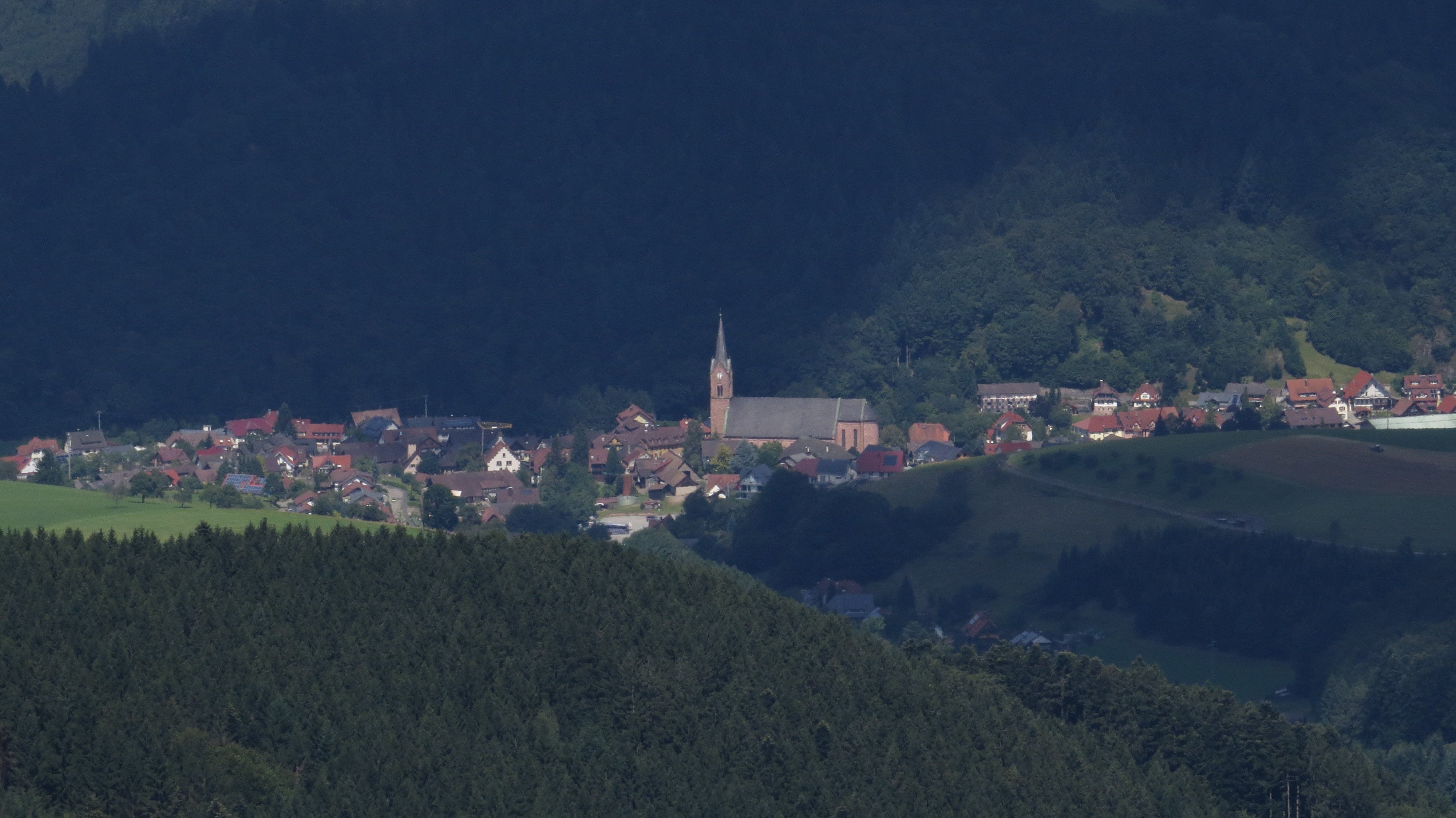
Blick vom Brandenkopf auf Oberharmersbach

### Geographische Lage
Oberharmersbach liegt im Mittleren Schwarzwald im Tal des Harmersbachs, der bei Biberach in die Kinzig mündet. Das Gemeindegebiet erstreckt sich vom Harmersbach in 280 Meter Höhe bis zum Gipfel des Brandenkopfs in 946 m ü. NHN, die Dorfmitte liegt auf etwa 300 Meter über NHN. Fast drei Viertel der Fläche ist bewaldet. Der Ort liegt im Naturpark Schwarzwald Mitte/Nord.

### Nachbargemeinden
Die Gemeinde grenzt im Norden an die Stadt Oppenau, im Nordosten an Bad Peterstal-Griesbach, im Osten an Oberwolfach, im Süden an die Stadt Hausach und an Fischerbach, im Südwesten an die Stadt Zell am Harmersbach und im Westen an Nordrach.

### Gemeindegliederung
Zur Gemeinde Oberharmersbach gehören das Dorf Oberharmersbach, die Weiler Riersbach Dörfle, Vor Hagenbach und Vor Riersbach, die Zinken Adelbach, Amselgrund, Billersberg, Engelberg, Häldele, Hagenbach-Berg, Hermersberg, Holdersbach, Hub (mit Hinterdorf), In Riersbach, In Waltersbach, In Wickersbach, Jauschbach, Jedensbach, Krähenstein, Krochte (Ober u. Unter), Langenberg, Langhärdle, Langhard, Limrain, Ottenbach, Roßbach, Vor Waltersbach, Vor Wickersbach, Waldhäuser und Zuwald, die Höfe Durben, Fußbühl, Gorgisenberg, Hark, Holzhack, Mißlinke und Wittum und die Wohnplätze Almendgrund, Bolaien, Eckle, Frickenberg, Grabengründle, Grommet und Löcherberg. Im Gemeindegebiet lagen die 1330 genannten und abgegangenen Ortschaften Gütersbach und Hagnau.

## Geschichte
Oberharmersbach wurde erstmals 1139 auf einer Urkunde unter dem Namen Hademarsbach erwähnt.
Der Ort ist Teil des ehemals freien Reichstales Harmersbach und war somit direkt dem Kaiser unterstellt. Das Harmersbachtal war das einzige reichsfreie Tal, neben den Reichsstädten, im Heiligen Römischen Reich Deutscher Nation. Eine eigene Gerichtsbarkeit, mit Vogt und Zwölferrat, sorgte für Ordnung und Gerechtigkeit. Der Rat tagte im Gasthaus zur Stube in der heute noch vorhandenen Ratsstube. Im Jahre 1902 wurde, unweit der Stube, das Rathaus fertiggestellt. Auf der heutigen Galgenmatt stand einst ein Galgen als Zeichen der eigenen Rechtsprechung. Das Reichstal Harmersbach erstreckte sich über die Gemeinden Unter- und Oberharmersbach. Unterharmersbach gehört heute zur Stadt Zell a. H. Durch den Reichsdeputationshauptschluss im Jahr 1803 gelangte das Tal zum Kurfürstentum Baden (ab 1806 Großherzogtum Baden), zu dem es fortan gehörte.
Das Gemeindewappen zeigt den Hl. Gallus mit dem Bären, der einer Legende nach im Tal gewesen sein sollte.
Die Pfarrkirche St. Gallus wurde 1839 aus einheimischem Buntsandstein im neuromanischen Stil erbaut. Sie zählt zu den größten Kirchen im Erzbistum Freiburg. Oberharmersbach gehörte früher zum Landkreis Wolfach. Mit dessen Auflösung 1973 kam der Ort zum neuen Ortenaukreis.
1990 wurde in Oberharmersbach das erste Aidshospiz „Maria Frieden“ in Deutschland eröffnet. Es wurde im Juni 2017 aus finanziellen Gründen wieder geschlossen.

## Demographie
Einwohnerzahlen nach dem jeweiligen Gebietsstand.
| Jahr | Einwohner |
| ---- | --------- |
| 1864 | 2.228     |
| 1913 | 1.991     |
| 1939 | 1.975     |
| 1961 | 2.222     |
| 1970 | 2.381     |
| 1990 | 2.543     |
| 2001 | 2.594     |
| 2011 | 2.487     |
| 2021 | 2.442     |

## Religionen
Die Gemeinde ist auch heute noch römisch-katholisch geprägt, obwohl das Umland stärker von der Reformation geprägt wurde. Zur Pfarrkirche St. Gallus gehört auch die Maria-Hilf-Kapelle in Zuwald. Seit der Dekanatsreform am 1. Januar 2008 gehört Oberharmersbach und die St. Gallus-Kirche zum Dekanat Offenburg-Kinzigtal und gehört zudem zur Seelsorgeeinheit Haslach.

## Politik

### Verwaltungsgemeinschaft
Die Gemeinde gehört der Vereinbarten Verwaltungsgemeinschaft Zell am Harmersbach an. Dieser Verwaltungsgemeinschaft gehören, außer Oberharmersbach und Zell, noch die Gemeinden Biberach und Nordrach an.

### Bürgermeister
Seit dem 1. Januar 2018 ist Richard Weith (SPD) Bürgermeister der Gemeinde Oberharmersbach. Er trat die Nachfolge von Siegfried Huber (CDU) an, welcher im Oktober 2001 zum Nachfolger von Otmar Ritter gewählt wurde. Otmar Ritter wurde am 1. Januar 1970 zum Bürgermeister gewählt. Nach Ende seiner Amtszeit wurde er zum Ehrenbürger ernannt.

### Gemeinderat
Der Gemeinderat in Oberharmersbach hat 12 Mitglieder. Die Kommunalwahl am 9. Juni 2024 führte zu folgendem Ergebnis. Der Gemeinderat besteht aus den gewählten ehrenamtlichen Gemeinderäten und dem Bürgermeister als Vorsitzendem. Der Bürgermeister ist im Gemeinderat stimmberechtigt.
| Parteien und Wählergemeinschaften | Parteien und Wählergemeinschaften           | % 2024  | Sitze 2024 | % 2019  | Sitze 2019 | Kommunalwahl 2024 %6050403020100 57,09 %42,91 %n. k. % FWCDUBLGewinne und Verlusteim Vergleich zu 2019 %p 8 6 4 2 0 −2 −4 −6 −8−10−12−14+6,71 %p+5,38 %p−12,09 %pFWCDUBL |
| FWV OH                            | Freie Wählervereinigung Oberharmersbach     | 57,09   | 7          | 50,38   | 6          | Kommunalwahl 2024 %6050403020100 57,09 %42,91 %n. k. % FWCDUBLGewinne und Verlusteim Vergleich zu 2019 %p 8 6 4 2 0 −2 −4 −6 −8−10−12−14+6,71 %p+5,38 %p−12,09 %pFWCDUBL |
| CDU                               | Christlich Demokratische Union Deutschlands | 42,91   | 5          | 37,53   | 5          | Kommunalwahl 2024 %6050403020100 57,09 %42,91 %n. k. % FWCDUBLGewinne und Verlusteim Vergleich zu 2019 %p 8 6 4 2 0 −2 −4 −6 −8−10−12−14+6,71 %p+5,38 %p−12,09 %pFWCDUBL |
| BL                                | Bürgerliste                                 | 0,0     | 0          | 12,09   | 1          | Kommunalwahl 2024 %6050403020100 57,09 %42,91 %n. k. % FWCDUBLGewinne und Verlusteim Vergleich zu 2019 %p 8 6 4 2 0 −2 −4 −6 −8−10−12−14+6,71 %p+5,38 %p−12,09 %pFWCDUBL |
| gesamt                            | gesamt                                      | 100,0   | 12         | 100,0   | 12         | Kommunalwahl 2024 %6050403020100 57,09 %42,91 %n. k. % FWCDUBLGewinne und Verlusteim Vergleich zu 2019 %p 8 6 4 2 0 −2 −4 −6 −8−10−12−14+6,71 %p+5,38 %p−12,09 %pFWCDUBL |
| Wahlbeteiligung                   | Wahlbeteiligung                             | 72,04 % | 72,04 %    | 70,12 % | 70,12 %    | Kommunalwahl 2024 %6050403020100 57,09 %42,91 %n. k. % FWCDUBLGewinne und Verlusteim Vergleich zu 2019 %p 8 6 4 2 0 −2 −4 −6 −8−10−12−14+6,71 %p+5,38 %p−12,09 %pFWCDUBL |

### Patenschaften
Ein Fahrzeug der Ortenau-S-Bahn trägt den Namen von Oberharmersbach.

## Kultur und Sehenswürdigkeiten
Oberharmersbach liegt am Westweg, einem Fernwanderweg, der an vielen Sehenswürdigkeiten vorbeiführt.

### Bauwerke

#### Pfarrkirche St. Gallus
Schon bevor diese Galluskirche gebaut wurde, stand am gleichen Platz eine kleine Barockkirche. Die Grundsteinlegung für die jetzige Kirche war im Jahre 1839. Nach sieben Jahren Bauzeit – aus einheimischem Sandstein im neuromanischen Stil erbaut – konnte sie 1846 eingeweiht werden.
Der Turm der Kirche ist 63 Meter hoch. Mit den Innenmaßen von 57 Metern Länge, 24 Metern Breite, einer Innenhöhe von 18 Metern und insgesamt 2000 Sitz- und Stehplätzen für die Kirchenbesucher ist diese Kirche eine der größten im Erzbistum Freiburg.

#### Maria-Hilf-Kapelle
Die Maria-Hilf-Kapelle im Ortsteil Zuwald wurde 1883 erbaut. Zuerst war sie in Privatbesitz, 1931 ging sie in das Eigentum des Erzbischöflichen Stuhles über. 1959 überließ die Erzdiözese Freiburg die Kapelle der Pfarrgemeinde Oberharmersbach.

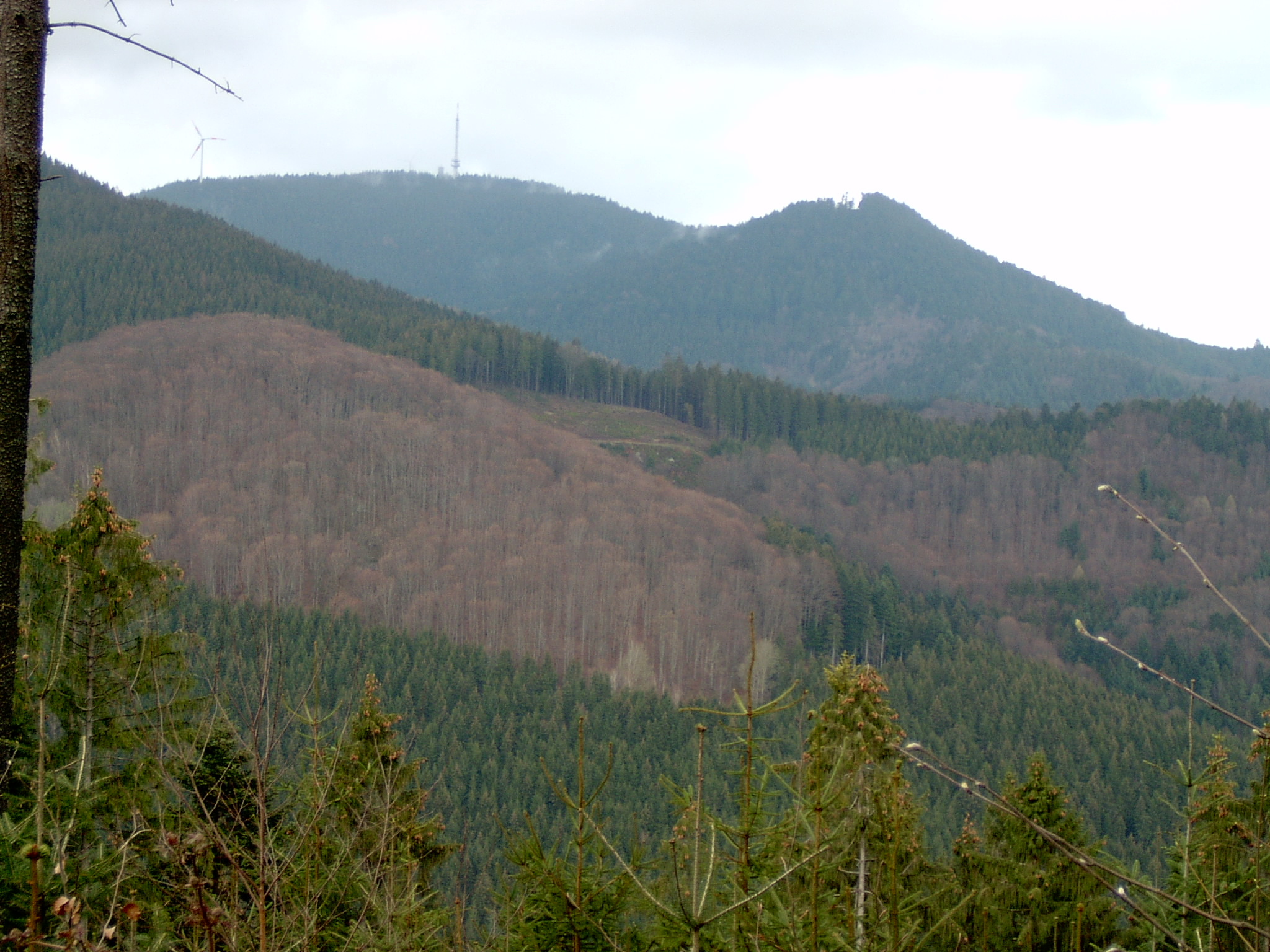
Der Brandenkopf

### Naherholung
Auf dem 945 Meter hohen Berg Brandenkopf befinden sich ein Aussichtsturm und ein Wanderheim des Schwarzwaldvereins.

## Wirtschaft und Infrastruktur
Traditionell lebten die Oberharmersbacher von der Land- und Forstwirtschaft, die auch heute noch eine Rolle spielen. Es gibt noch etwa 40 landwirtschaftliche Haupterwerbsbetriebe und 50 Nebenerwerbsbetriebe.
Claudius Winterhalter mit seinem Orgelbau-Unternehmen ist in Oberharmersbach ansässig. Er übernahm 1982 den Betrieb von seinem Vater Franz Winterhalter.
Die Holzverarbeitung ist zu einer Industrie geworden. Strukturell bestimmend ist heute allerdings der Tourismus, im Jahr 2004 wurden 95.000 Übernachtungen registriert. Oberharmersbach gehört zusammen mit den Städten und Gemeinden Biberach, Gengenbach, Nordrach und Zell zur Ferienlandschaft Mittlerer Schwarzwald Gengenbach/Harmersbachtal.

### Verkehr
Die Stationen Oberharmersbach Dorf und Oberharmersbach-Riersbach liegen an der Harmersbachtalbahn, die in Biberach (Baden) von der Schwarzwaldbahn abzweigt und im Ortsteil Riersbach endet. Den in den Tarifverbund Ortenau integrierten Verkehr führt die Südwestdeutsche Landesverkehrs-GmbH (SWEG) mit Triebwagen vom Typ Mireo Plus B aus.

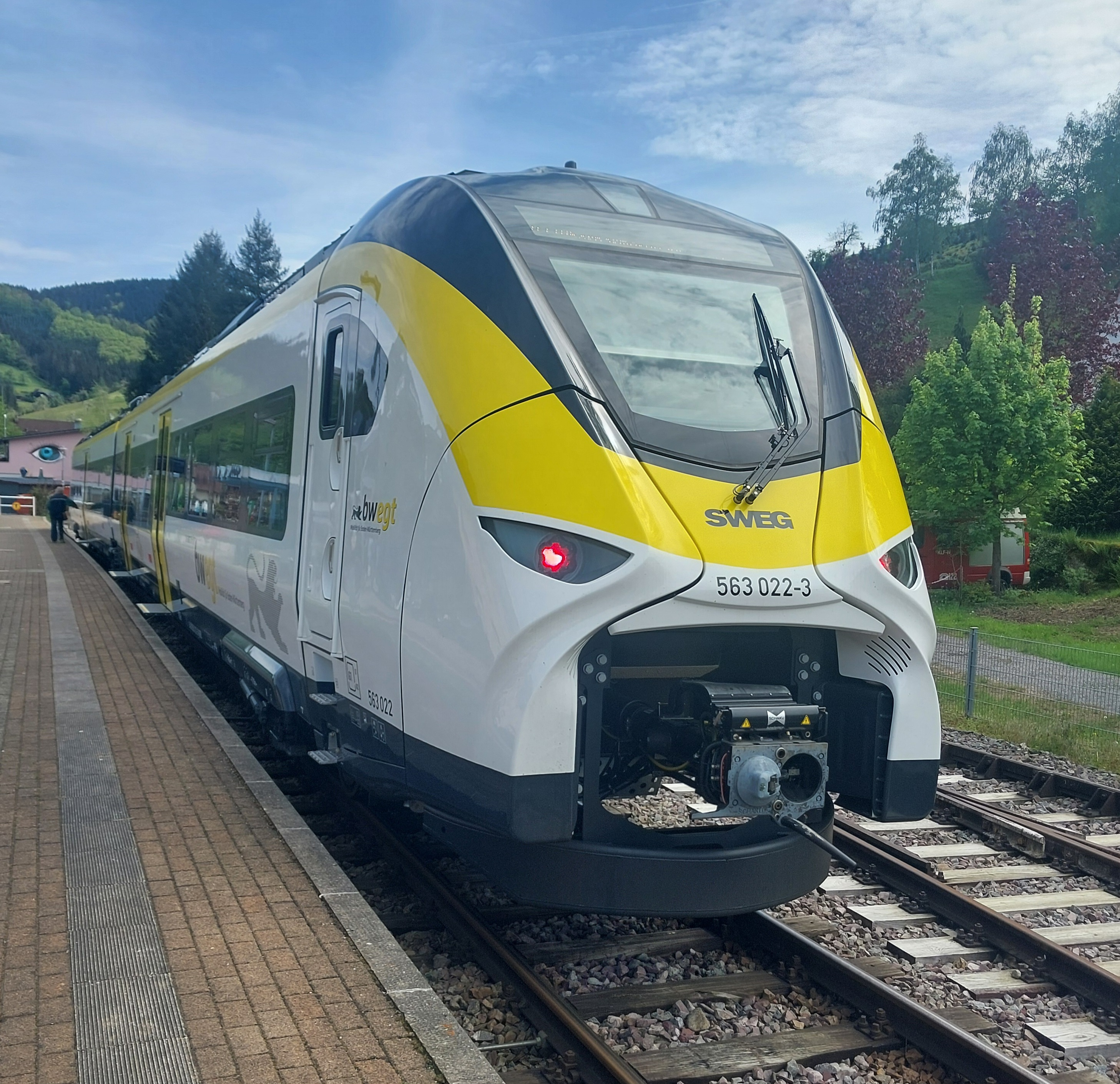
Mireo Plus B der SWEG am Bahnhof Oberharmersbach-Riersbach (2024)

### Bildung
Oberharmersbach verfügt mit der Brandenkopf-Schule über eine eigene Grundschule.

## Söhne und Töchter der Gemeinde
- Emil Gutenkunst (1903–1989), Kommunalpolitiker